# Denis Laming
Pour les articles homonymes, voir Laming.
 (juin 2015).
Si vous disposez d'ouvrages ou d'articles de référence ou si vous connaissez des sites web de qualité traitant du thème abordé ici, merci de compléter l'article en donnant les références utiles à sa vérifiabilité et en les liant à la section « Notes et références ».
Denis Laming, né le 9 août 1949 à Paris, est un architecte français. 
Il est notamment connu pour avoir conçu et réalisé le Futuroscope de Poitiers. Il est l’un des initiateurs du renouveau du mouvement Néo-Futuriste en architecture.

## Biographie
Diplômé de l'École Nationale des Beaux-Arts de Paris (DPLG), de l'Institut d'administration des entreprises de Paris (IAE), de l'École américaine de Fontainebleau ainsi que de l'Institut Auguste Comte (IAC).
Nommé architecte en chef du Futuroscope par René Monory en 1984, il conçoit l'ensemble du Parc à thème et de la Technopole.
Depuis 1995, il a développé une activité à l'international, notamment en Europe, aux États-Unis, dans les Émirats Arabes Unis et en Chine.
Il a reçu le 24 mars 2007 le Prix Apollo ,, prestigieux prix chinois décerné par le Ministre de l'Équipement de Pékin pour récompenser son travail en Urbanisme, Développement Durable et Architecture. Il est le premier étranger à avoir reçu ce prix honorifique.
Sa Gare Maritime de Shenzhen a reçu en 2019 le 1er prix du bâtiment écologique du sud de la Chine.
Il est professeur invité à Tsinghua University de Pékin, première université de Chine (2015), cofondateur avec l'astrophysicien Jean Audouze du « Forum de la Créativité » à Shenzhen, dont la première session s'est déroulée fin octobre 2014,, coprésident du « Groupe de Shenzhen » qui réunit des personnalités Européennes et Chinoises sur le thème de l'Innovation, coauteur de Mondes mosaïques, ouvrage sur la complexité, paru aux Éditions du CNRS.
En 2015, il est nommé chevalier de la Légion d'honneur (Ministère de la Culture).
Il est par ailleurs propriétaire du Château du Gué-Péan à Monthou-sur-Cher (Loir-et-Cher), Monument Historique qu'il restaure depuis 1999.

## Principales réalisations

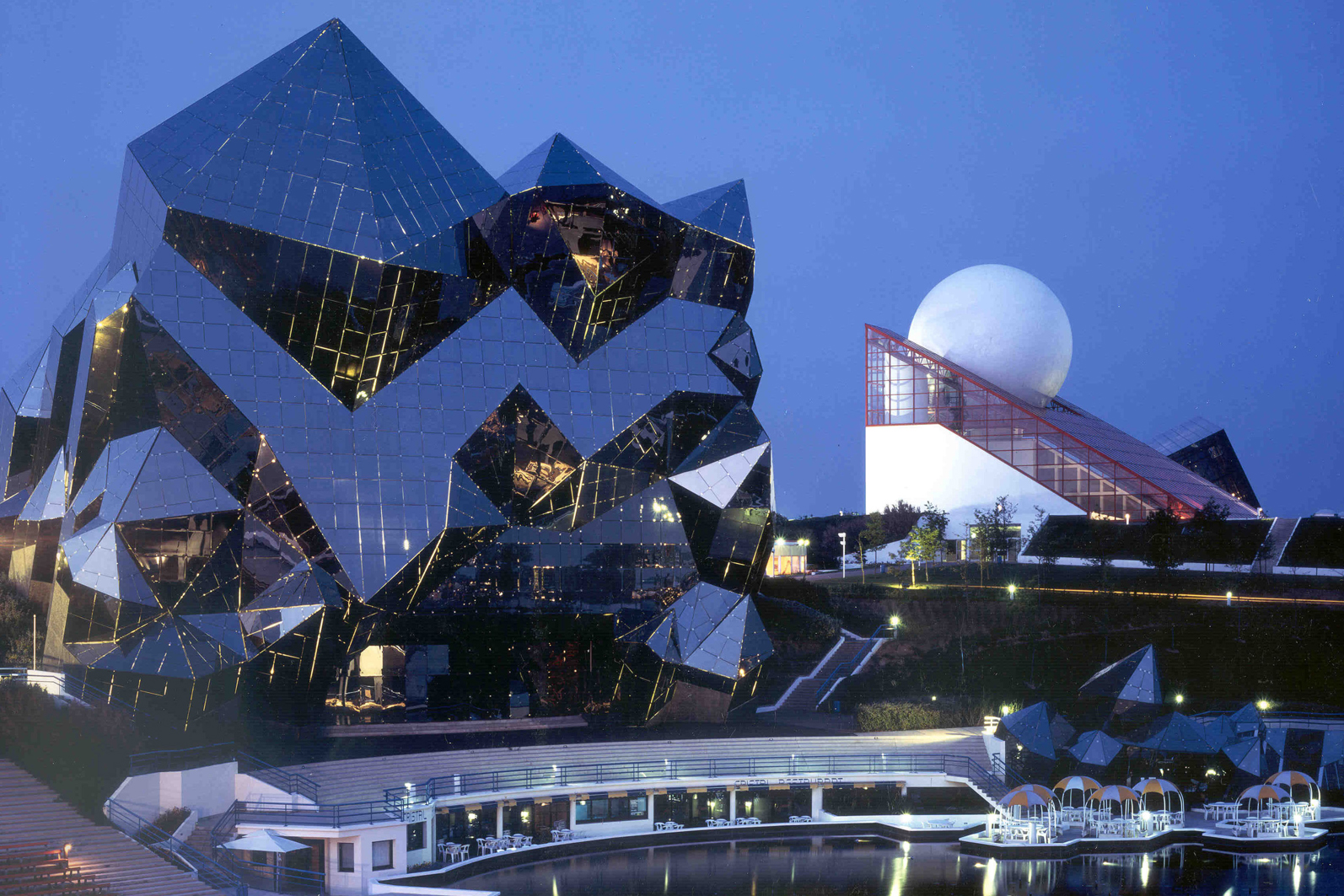
Les pavillons du Futuroscope

- Sauvetage de 29 églises romanes dans le Poitou (Département de la Vienne) (1978-1982)
- Collège Jean Vilar (Saint Sever Calvados - 1984) avec Pascal OZANNE Architecte DPLG
- Le Futuroscope :
  - Programmation et conception de l'architecture et de l'urbanisme de l'ensemble du Parc à Thème (ouvert en 1987): Futuroscope, Kinémax, Théâtre alphanumérique, Le Monde des Enfants, Cinéma Dynamique, Omnimax, Tapis Magique, etc …
  - Architecture et urbanisme de la technopole du Futuroscope :
    - L’Institut International de la Prospective (1987)
    - Le Téléport (1988)
    - La Faculté de Sciences Physiques, Mathématiques, Mécaniques et Informatiques (SP2MI) (1993-1996)
    - Le centre de recherche du Centre National de Recherche Scientifique (CNRS) (1995)
    - Le Palais des Congrès (1995)
    - Le Centre Européen d’Information Juridique
    - La direction générale du Centre National d’Enseignement à Distance (Cned) (1997)
    - Bureaux dont les Arobases 1, 2, 3 et 4 (1999-2003)
    - La Gare TGV du Futuroscope (2000)
    - plusieurs hôtels (environ 1000 chambres)

- Les tribunes de la Cinéscénie du Puy du Fou (1990)
- L’Institut Catholique d'Études Supérieures (ICES) à La Roche-sur-Yon (1992)
- L’Institut des Sciences de Vendée (1997)
- Le Pacific Science Center Extension et IMAX Theater à Seattle, États-Unis (1999)
- L'Usine Ski Lift de la société Leitner, Savoie, France (2002)
- Le Musée des Sciences NOESIS de Thessalonique, Grèce, avec Heupel & Tzonos Architectes (2004)
- Programmation de la Ville Nouvelle Solaire de Masdar, Abu Dhabi (2006)
- Plans d’Urbanisme Villes Nouvelles de Wuhan, Chengdu, Ningbo, Pékin 6e périphérique (2005–2013)
- Centre culturel de Shenzhen, Chine (2015)
- Gare maritime de Shenzhen (Shekou Cruise Center)  (2017)
- Musée de l'urbanisme et Palais des Congrès de Wuhan, Chine (2019)
- École pour enfants de nomades au Tibet (conception 2019)

Il a initié et programmé (2005) la Ville Nouvelle de Masdar à Abu Dhabi, première ville au monde totalement écologique (2007), en construction par Foster.
Il développe la Nouvelle route de la soie qui prend ses origines à Dunhuang, ville dont il est « Citoyen d’Honneur » (depuis 2013), ainsi que la Nouvelle Route de la Soie Maritime qui prend son origine au port de Shenzhen, en face de Hong Kong et Macao, où il construit la nouvelle Gare Maritime (2017). Celle-ci a été reconnue en 2019 "œuvre emblématique" pour la ville, dont il est par ailleurs ambassadeur.
Il développe un projet de Ville du Futur en Angola (depuis 2017) et un condominium à Faro au Portugal (2018).
À la suite de l'incendie de Notre-Dame de Paris, il propose en mai 2019 un projet qui réconcilie les partisans de la reconstruction à l'identique et les partisans de l'innovation, grâce à une toiture rétractable. 